# Regla de san Basilio

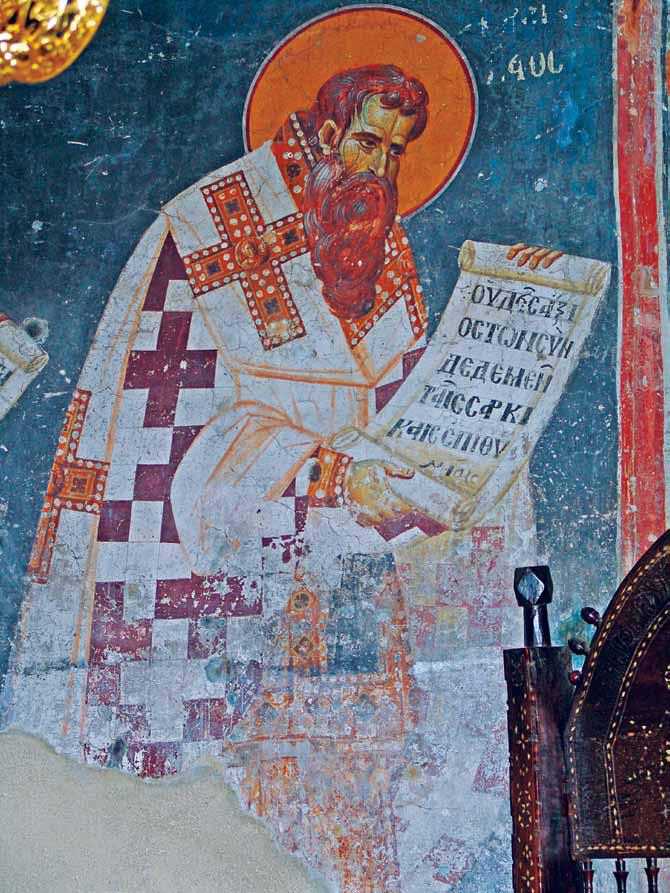
Basilio de Cesarea con el texto de la Regla en manos. Fresco de la iglesia de la Theotokos Peribleptos en Ohrid (Macedonia).

La Regla de san Basilio es un conjunto de preceptos monásticos atribuidos a Basilio Magno (siglo IV) y recogidos en un mismo documentos hacia el siglo VI. Teodoro Estudita le da su forma final a principios del siglo IX. En general dichas normas son una guía monástica cenobítica, que inspira el monacato cristiano oriental. En sentido estricto no puede considerarse un documento jurídico, según el concepto de la Iglesia católica, pero sigue siendo modelo de vida para las órdenes o congregaciones que a ella se inspiran (católicos u ortodoxos), conocidos comúnmente como basilianos.

## Historia

### Origen
En el siglo IV, Basilio de Cesarea compone dos obras llamadas grande Asketikon y pequeño Asketikon, donde desarrolla su pensamiento sobre el estilo de vida monástica cenobítica. Dicho texto fue utilizado probablemente para gobernar la comunidad monástica fundada por él mismo Basilio en Capadocia hacia el 356. En él, el monje expone su rechazo a las extravagancias y penitencias corporales de los ascetas y ermitaños. Para él la vida religiosa en comunidad es mayor que la vida de ermitaño, donde la oración y el trabajo son parte integral de la vida monástica. Los monasterios deben fundarse preferentemente cerca de las ciudades.
Los dos documentos fueron traducidos al latín, bajo el nombre de Regulae sancti Basilii episcopi Cappadociae ad monachos, por Rufino de Aquilea. De donde proviene el nombre en castellano de Regla de san Basilio. Otros autores prefieren usar el nombre de Reglas de san Basilio.

### Reforma de Teodoro Studita

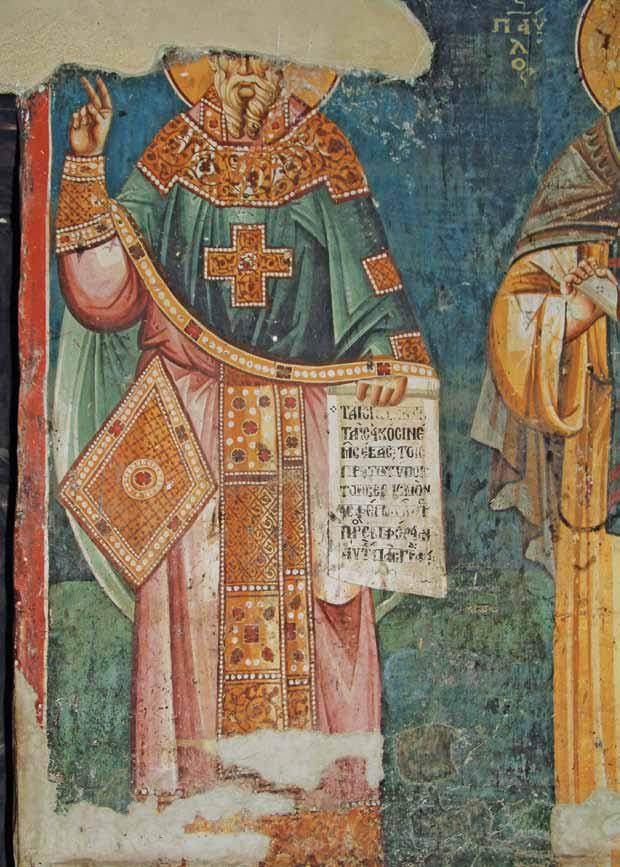
Teodoro Estudita con el texto de la regla en la mano izquierda. Fresco de la iglesia de la Theotokos Peribleptos en Ohrid (Macedonia).

El monacato griego por casi cuatro siglos, desde su fundación con Basilio, luego de un periodo inicial de fervor y expansión, conoció un tiempo de decadencia hacia finales del siglo VIII. A inicios del siglo IX, Teodoro Estudita, abad del Studion de Constantinopla, se comprometió a reformar el monasterio para volver a la Regla de San Basilio en toda su fuerza. Sin embargo, los tiempos han cambiado, por lo que se añade un código de práctica de las normas que determinan los detalles de la vida cotidiana de los monjes, como complemento a la gran regla, conocido con el nombre de Constituciones. Este modelo se convierte en la regla de vida del monasterio constantinopolitano e influye en los otros monasterios bizantinos.

### Cuerpo legislativo
Con el pasar del tiempo, la Regla se fue enriqueciendo con otros documentos de la tradición monástica, se incluyeron, como se ha visto, las Constituciones de Teodoro Estudita, además de las decisiones de los Concilios y las instrucciones a los abades, particularmente las procedentes del gobierno de Constantinopla. Esto creó todo un corpus de legislación en torno a la Regla, más o menos aceptada y observada en los monasterios orientales, pero el Asketikon continúa siendo la base unificadora de todo el cuerpo.

## Actualidad
Hoy en día, la Regla de San Basilio y las constituciones de Teodoro Estudita, con los cánones de los concilios, constituyen el cuerpo legislativo que rige la vida del monacato cristiano oriental (ortodoxo griego, ortodoxo ruso y católico bizantino). También ha servido de inspiración para algunos institutos católicos occidentales tomando como modelo la traducción latina de Rufino de Aquilea. A los monjes que siguen esta tradición se les conoce como basilianos (Principalmente a la Orden de San Basilio).

## Contenido
El documento adopta un método de catequesis sencilla. El discípulo hace una pregunta al maestro y este responde. Habla de los principios fundamentales de la vida monástica que guiarán monasterios de alto rango en la dirección de sus monjes. Las preguntas se refieren generalmente a las virtudes que los monjes deben practicar y a los vicios que deben evitarse. Basilio, a menudo, responde con textos de las Sagradas Escrituras. La Biblia es para él la fuente de toda la legislación monástica; es la única regla de verdad. Muchas de las respuestas contienen una cita bíblica seguida por un comentario que define la dirección que quiere dar. La pobreza, la obediencia, la renuncia y abnegación personal, son el fundamento de toda la vida monástica. Basilio deja la tarea de gobierno al superior local, igual que el poder de legislar sobre la organización de la vida cotidiana.